# 35725 Tramuntana
35725 Tramuntana è un asteroide della fascia principale. Scoperto nel 1999, presenta un'orbita caratterizzata da un semiasse maggiore pari a 2,5781500 UA e da un'eccentricità di 0,1641293, inclinata di 5,79108° rispetto all'eclittica.